# Lackowa
Die Lackowa ist ein 997 m hoher Berg in den Mittelgebirgscharakter aufweisenden Niederen Beskiden (Beskid Niski) in der Woiwodschaft Kleinpolen in Polen auf der Grenze zur Slowakei und damit die höchste Erhebung dieser Gruppe auf polnischem Gebiet (auf slowakischem Gebiet ist der nicht weit entfernte Busov mit 1002 m höher). Der Berg gehört auf polnischer Seiten dem Powiat Nowosądecki an, auf slowakischer der Okres Bardejov. Er liegt östlich der Stadt Krynica-Zdrój und südlich der Quelle der Biała, eines rechten Zuflusses des Dunajec.

## Zugang
Über die Lackowa führt der als sehr populär bezeichnete Wanderweg Szlak Wincentego Pola (grüne Markierung) in dem Abschnitt von Krynica-Zdrój nach Wysowa-Zdrój.